# St. Michael (Essen-Dellwig)

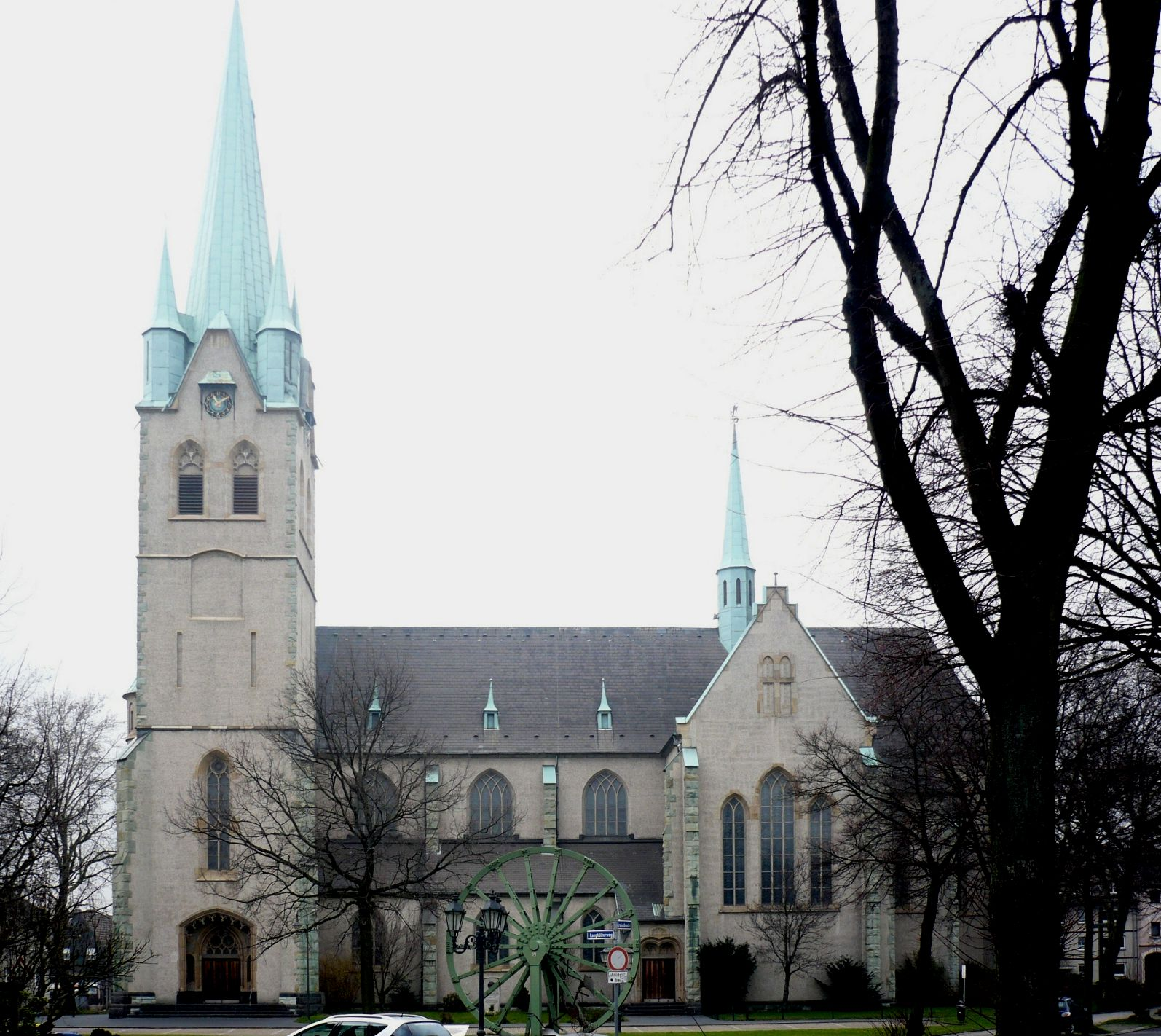
St. Michael Dellwig

Die Kirche St. Michael ist ein römisch-katholisches Kirchengebäude im Essener Stadtteil Dellwig. 

## Geschichte

### Die Entstehung der Gemeinde und die Notkirche
Infolge der Industrialisierung, insbesondere mit dem Beginn der Steinkohlenförderung auf der Zeche Christian Levin, erfuhr die einstige Bauerschaft Dellwig, die zur Bürgermeisterei Borbeck gehörte, ein außerordentlich starkes Bevölkerungswachstum. Die katholischen Bergmannsfamilien gingen sonntags in die Pfarrkirche, zu der Dellwig gehörte: St. Dionysius in Borbeck. Deren in den Jahren 1862 und 1863 errichteter Neubau war doppelt so groß wie die alte Kirche St. Dionysius. Dennoch konnte die neue Kirche St. Dionysius nicht alle Gottesdienstbesucher fassen. Zur Entlastung wurde 1889 ein Kirchbauverein für Dellwig gegründet und 1901 eine Notkirche erbaut. 1902 wurde sie zum Sitz eines Rektorats.

### Die Pfarrkirche St. Michael
Nachdem der Erzbischof von Köln die Rektoratsgemeinde zu einer selbständigen Pfarrei erhoben hatte, wurde die Kirche St. Michael nach Plänen des Architekten Franz Vogt im Stil der Neugotik zwischen 1909 und 1911 erbaut. Die Kirchweihe fand am 29. Juni 1911 statt, die Konsekration folgte am 27. Juli 1912.
Das Gotteshaus wurde während des Zweiten Weltkriegs erheblich beschädigt und bis 1955 wiederaufgebaut.
Seit 1990 steht die Kirche unter Denkmalschutz. 2006 wurde die Pfarrei St. Michael wieder in die Mutterpfarrei St. Dionysius eingegliedert.